# Ягн, Николай Фердинандович
Николай Фердинандович Ягн (1849—1905 (Павловск)) — российский изобретатель-самоучка.

## Биография
Родился в семье врача Фердинанда Ивановича Ягна. Дед — Николай Иванович Ягн, провинциальный врач, чешский немец.
Обучался в Петровско-Разумовской земледельческой академии.
Законченного высшего образования не получил, все свои инженерные познания приобрёл путём самообразования.
Во второй половине 70-х гг. XIX века переселился в Москву. К 1880 г. он уехал в Санкт-Петербург, где прожил  до конца жизни.
В 1905 году скончался от диабета в Павловске.

### Родственники и потомки Н.Ф.Ягна
Дед — Иван Николаевич Ягн, провинциальный врач, родился в 1774 г. в купеческой семье. Начинал свой путь в медицину аптекарским учеником, выбился в провизоры и сумел окончить Санкт-Петербургскую Медико-хирургическую академию. В 1830 г. отличился в  борьбе с эпидемией холеры в Саратовской губернии, за чтоб был «всемилостивейше награждён» бриллиантовым перстнем. Иван Николаевич дослужился до гражданского чина коллежского советника и получил потомственное дворянство.
Из четырёх сыновей И.Н. Ягна трое также стали врачами. Старший сын, Юлий, известен тем, что был товарищем В.Г.Белинского и учился вместе с ним в Пензенской губернской гимназии. Юлий Ягн уговорил молодого Виссариона Григорьевича поступить в Московский университет.
Другой сын И.Н. Ягна, Фердинанд - отец изобретателя окончил медицинский факультет Московского университета. Исследователи жизни и творчества Льва Толстого знают Фердинанда Ягна как активнейшего корреспондента и горячего сторонника идей великого писателя. В одном из писем его к Толстому есть такие строки: «Я от природы неплохой механик, поэтому сам устраиваю разные модели».
Двоюродный брат Н.Ф.Ягна, Александр Юльевич, был талантливым архитектором. По его проектам строились русский павильон на Международной выставке в Риме и здание Саратовской Консерватории. Александр Юльевич был женат на дочери декабриста С.Г.Волконского, Елене Сергеевне. В имении своей жены он выстроил красивую усадьбу и часовню на могиле своего героического тестя.
Проявили большую склонность к творческой, научной работе и потомки Н.Ф. Ягна. Его племянник, Юлий Иванович Ягн (сын родной сестры Николая Фердинандовича), был профессором Ленинградского политехнического института, доктор технических наук, заслуженным деятелем науки и техники в области сопротивления материалов. Его родной брат, Николай Иванович, проявил себя как химик.

## Изобретения
В 20 лет Ягн выступил со своими первыми изобретениями: гигрометром, сделанным для физического кабинета академии, и пульсирующим насосом, с которым потом работали Д. И. Менделеев и профессор М.Л.Кирпичёв. За эти изобретения Ягн получил диплом инженер-механика. Пробыв в академии 3 года, Ягн её покинул, стремясь к такой работе, где ему можно было бы применять свои технические познания и вскоре поступил на чугунолитейный завод Воейкова в Симбирской губернии.

### "Друг кочегара"
В 1874 г., когда Ягн жил в Сызрани, по роду своей работы он был связан с паровыми котлами. Несчастный случай на заводе натолкнул его на изобретение «друга кочегара» — приспособления для автоматического наполнения парового котла и поддержания в нём воды на определённом уровне. В 1875 г. Ягн получил привилегию (патент) на «водопитательный прибор», который в дальнейшем получил большое распространение на практике. 
Усовершенствовав его при содействии коммерсанта Копфельда на его заводе в Дрездене, Ягн получил за него золотую медаль на выставке в Филадельфии.

### Различные изобретения 1870-х гг.
По возвращении из Америки Ягн изобрёл охлаждающие занавески, гидромотор (работавший на Неве и в Лионе), качающийся винт, эластипед (приспособление для облегчения ходьбы, главным образом, солдат), самовар-стерилизатор, опреснитель, сушилку для овощей, солеварку, простую, но чрезвычайно остроумную герметическую пробку.
В Москве он изобрёл чувствительный высотомер, устройство, позволявшее с высокой точностью определять при нивелировочных работах высоты точек земной поверхности.

### Изобретения для ходьбы и бега
Эластипед представлял собой систему пружин, прикреплённых к человеку. Пружины должны были аккумулировать энергию при опускании человеческого тела во время движения, скажем, бега и возвращать её при подъёме. Ягн долго совершенствовал своё изобретение, изменял его конструкцию, пока не остановился на самой, по его мнению, эффективной. Впоследствии другие изобретатели не раз использовали эту идею, в частности, в так называемых джамперах, ныне приобретающих всё большую популярность как спортивный снаряд.

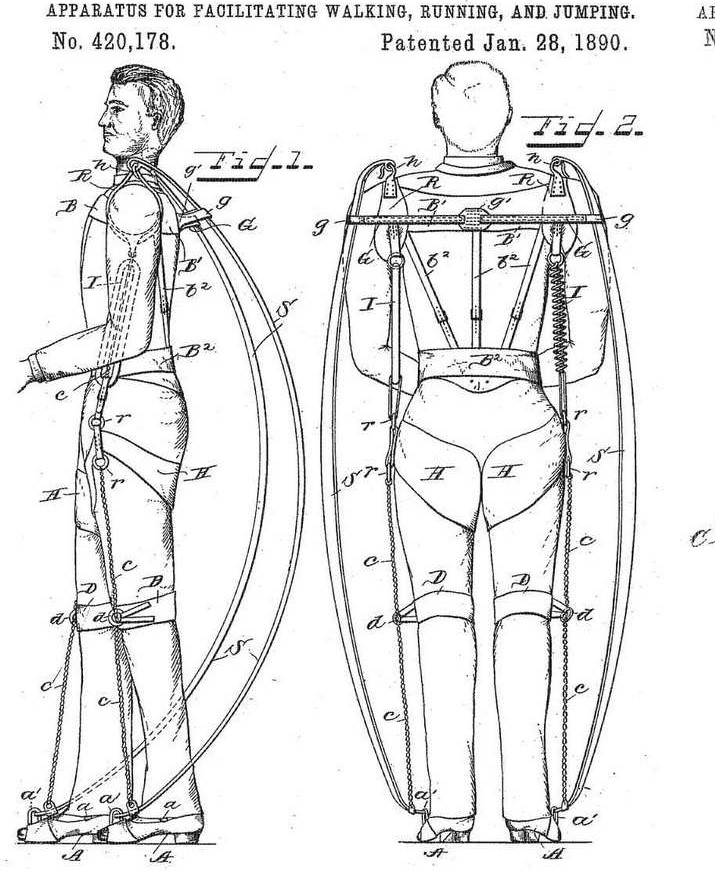
Патент Н.Ф.Ягна на "эластипед"

### Аппарат для облегчения ходьбы и бега (Патент N 406,328 от 2 июля 1889 года)
Основа аппарата — стальной поршень с системой пружин, закрепленной на ноге. Аппарат имеет крепления для подошвы и тазобедренного сустава. При сгибании ноги в колене пружины сжимаются, а потом с силой распрямляются, помогая ноге сильнее оттолкнуться от земли.

### Аппарат для облегчения ходьбы, бега и прыжков  (Патент N 420,178 от 28 января 1890 года)
Модификация аппарата для ходьбы и бега, где главным механизмом является дуговая пружина, которая соединяется с подвижной подошвой и плотно прикрепляется к плечам. "При сгибании ноги,— говорится в патенте,— дуга немного сгибается, после чего она распрямляется и пользователь подпрыгивает".

### Аппарат для облегчения ходьбы, бега и прыжков (Патент N 420,179 от 28 января 1890 года)
Модификация похожего аппарата с дуговой пружиной. Только в данном случае балка крепится не к плечам, а к поясу человека. Предусмотрены также специальные поручни для поддержания рук человека во время длительной ходьбы.

### Аппарат для облегчения ходьбы, бега и прыжков (Патент N 438,830 от 21 октября 1890 года)
Устройство для совершения прыжков, состоящее из системы пружин, стальной рамки, предназначенной для крепления к ноге, и подвижной основной платформы с подошвой. Человек надавливает ногами на основную платформу, и сила пружин придает ему обратный импульс.

### Аппарат для облегчения ходьбы, бега и прыжков (Патент N 440,684 от 18 ноября 1890 года)
Аппарат, использующий ранцевый накопитель жидкости: сначала при помощи поршней, закрепленных на бедрах, жидкость накачивается в ранец, после чего сообщает ускорение самому поршню. Для стабилизации ширины шага используются система эластичных жгутов, соединяющих ступни.

### Изобретения в сфере обработки воды
К началу 90-х гг. XIX века Н.Ф. Ягн нашёл главную тему для своего инженерного творчества. Его достижения в этой области обработки воды: (стерилизация, обессоливание, опреснение) трудно переоценить.
В 1892 г. холерная эпидемия охватила многие губернии России. Только за одно лето холерой заболело более 600 тысяч человек, из которых умерло около половины. Единственным надёжным средством предотвратить передачу инфекции была обработка сырой воды.
В январе 1893 г. Ягн обратился в Департамент торговли и мануфактур с прошением о выдаче ему привилегии на аппарат для стерилизации. Вода в нём нагревалась до кипения при помощи керосиновой лампы. Стерилизованная вода охлаждалась в специальном холодильнике. Было предусмотрено и автоматическое устройство, не позволявшее «недобросовестной прислуге» (так и сказано в описании прибора) выпускать из стерилизатора воду, не догретую до кипения.

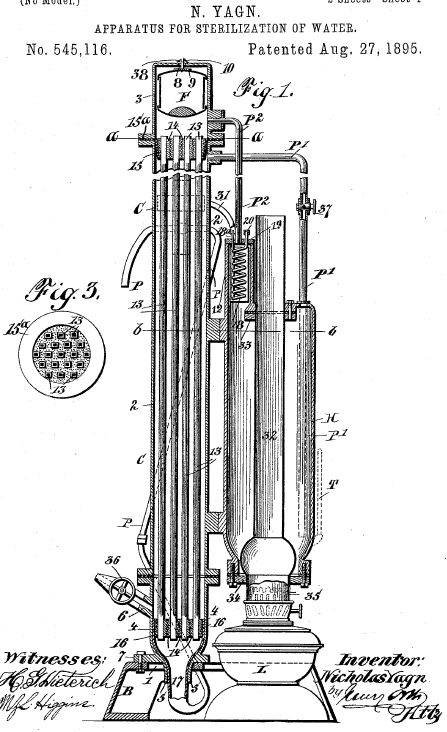
Патент Н.Ф. Ягна на аппарат для очищения воды

Ягн очень ценил это своё изобретение и постоянно совершенствовал аппарат, доведя его объём до двух вёдер обезвреженной воды. Стерилизаторы производились петербургской фирмой Р.Ниппе, получившей, как подчёркивалось в рекламном проспекте, «исключительное право изготовления означенных аппаратов для всей России». В более поздних конструкциях «по требованию заказчика» керосиновая лампа могла быть заменена газовой горелкой и даже — электрическим нагревателем.
В промышленных опреснителях Н.Ф.Ягна можно было получать не только обессоленную воду для паровозных котлов, но и питьевую.  
Опреснители Ягна сразу же получили заслуженное признание. В 1897 г. почти одновременно они были установлены на одной из станций Владикавказской железной дороги и в Красноводске — железнодорожной станции на восточном побережье Каспийского моря. Годом позже началось сооружение опреснителей Ягна в Баку и Санкт-Петербурге, в заведении искусственных минеральных вод и на казённых винных складах.
В 1889 г. по заказу военного ведомства ягновский опреснитель, изготовленный в столице, был отправлен на Дальний Восток, в Порт-Артур. А тем временем в Баку начал работать ещё один такой прибор производительностью в две тысячи кубических метров в сутки, который снабжал пресной водой весь город.

### Изобретения в сфере воздухоплавания и подводных аппаратов
Весной 1898 г. на заседании воздухоплавательного отдела Русского технического общества, проходившего под председательством известного воздухоплавателя, генерала А.М. Кованько, Ягн доложил о результатах своих опытов с воздушными змеями собственной системы. Он также продемонстрировал в действии модель парашюта необычной конструкции, очень устойчивого при снижении.
На Всемирной выставке в Париже Ягн получил почётный диплом за аэроплан. Во время Русско-японской войны морское ведомство предложило русским изобретателям выработать тип подводной лодки. Ягн составил проект подводной лодки совершенно новой системы.

## Печатные труды

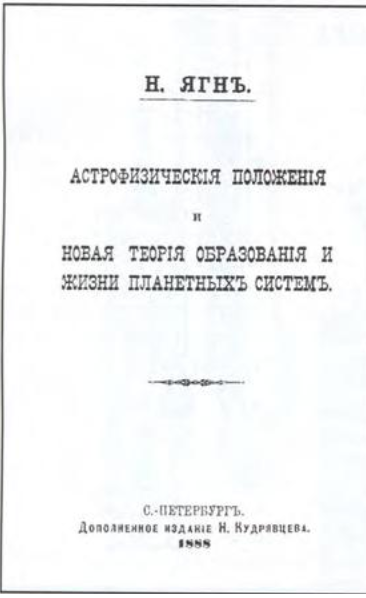
Н. Ягн "Астрофизические положения" (1888)

Н. Ф. Ягном было опубликовано 2 астрофизических труда, одним из которых являются "Астрофизические положения и новая теория образования и жизни планетных систем". В них он задолго до Эйнштейна подверг резкой критике господствовавшую в XIX веке теорию о существовании «мирового эфира». Другой печатный труд Н.Ф.Ягна общего характера, который стал широко известен - «Гипотеза мироздания».